# 사이공 킥
사이공 킥(Saigon Kick)은 1988년 결성된 미국 플로리다주 마이애미 출신의 글램 메탈 밴드이다. 데뷔 음반과 두 번째 음반을 녹음할 때 밴드는 리드 보컬리스트 맷 크레이머, 리드 기타리스트 제이슨 빌러, 베이시스트 톰 디파일, 드러머 필 바론 등으로 구성되어 있었다. 현재 라인업은 맷 크레이머, 제이슨 빌러, 베이시스트 크리스 맥러논, 리듬 기타리스트 스티브 깁, 드러머 조나단 무버로 구성되어 있다.
이 밴드는 빌보드 핫 100에서 12위를 기록한 리드 싱글 〈Love Is on the Way〉의 힘만으로 빌보드 200에서 80위에 오른 두 번째 음반 《The Lizard》로 주로 알려져 있으며, 이 음반에 수록된 유일한 싱글이다. 음반과 〈Love Is on the Way〉의 싱글은 모두 골드 인증을 받았다.

## 음반 목록
- Saigon Kick (1991)
- The Lizard (1992)
- Water (1993)
- Devil in the Details (1995)
- Greatest Mrs.: The Best of Saigon Kick (1998)
- Moments from the Fringe (1998)
- Bastards (1999)
- Greatest Hits Live - Around The World 1991 – 1996 (2000)
- TBA (2020)